# Syncrossus
Genre
Syncrossus est un genre de poissons téléostéens de la famille des Botiidae et de l'ordre des Cypriniformes. Ils se rencontrent principalement en Asie du Sud-Est, mais Syncrossus berdmorei se rencontre également un peu en dehors de cette région, dans l'extrême nord-est de l'Inde. Syncrossus est l'un des huit genres dans la famille des Botiidae.

## Liste des espèces
Selon FishBase (08 juillet 2015):
- Syncrossus beauforti (Smith, 1931)
- Syncrossus berdmorei Blyth, 1860
- Syncrossus helodes (Sauvage, 1876)
- Syncrossus hymenophysa (Bleeker, 1852)
- Syncrossus reversa (Roberts, 1989)

## Galerie

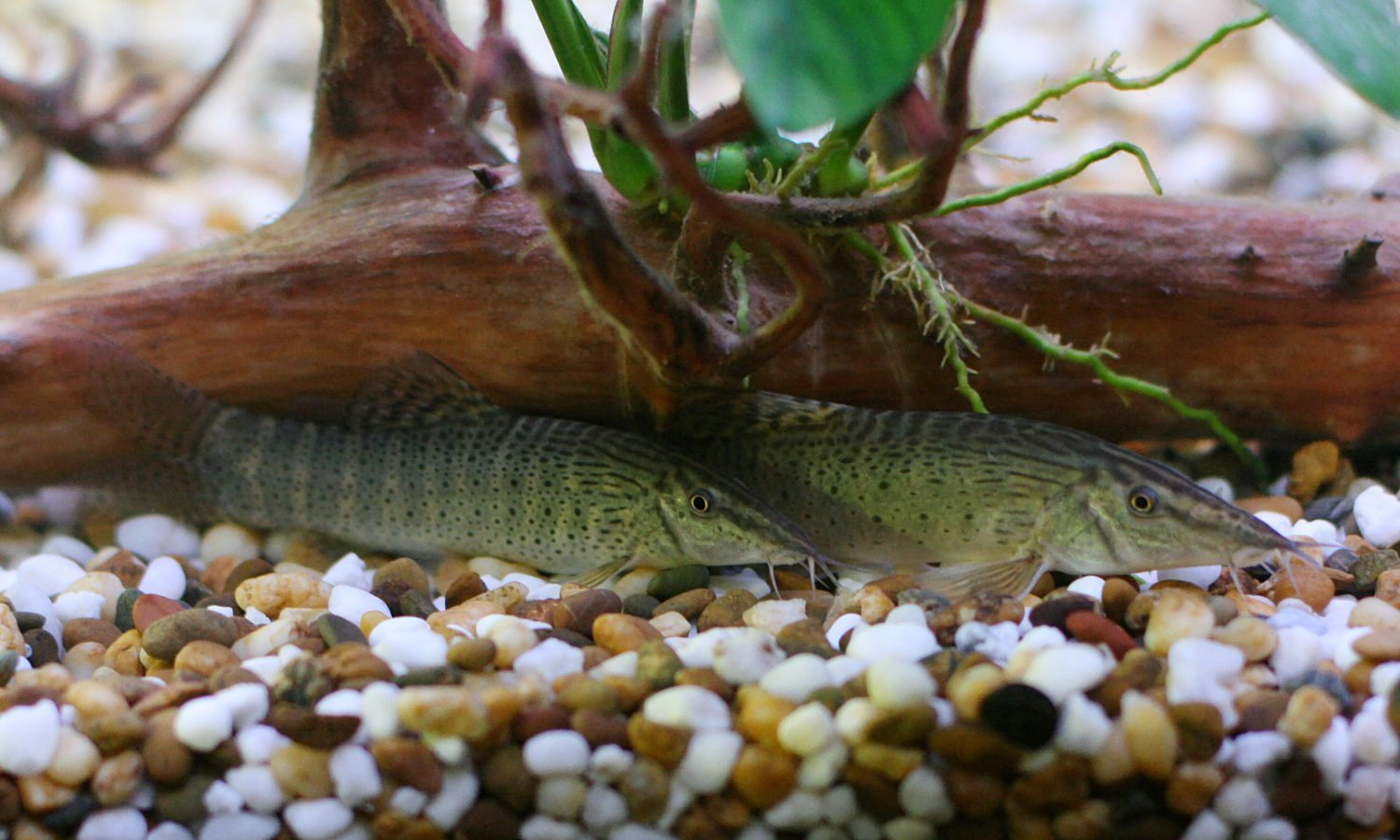
Syncrossus beauforti
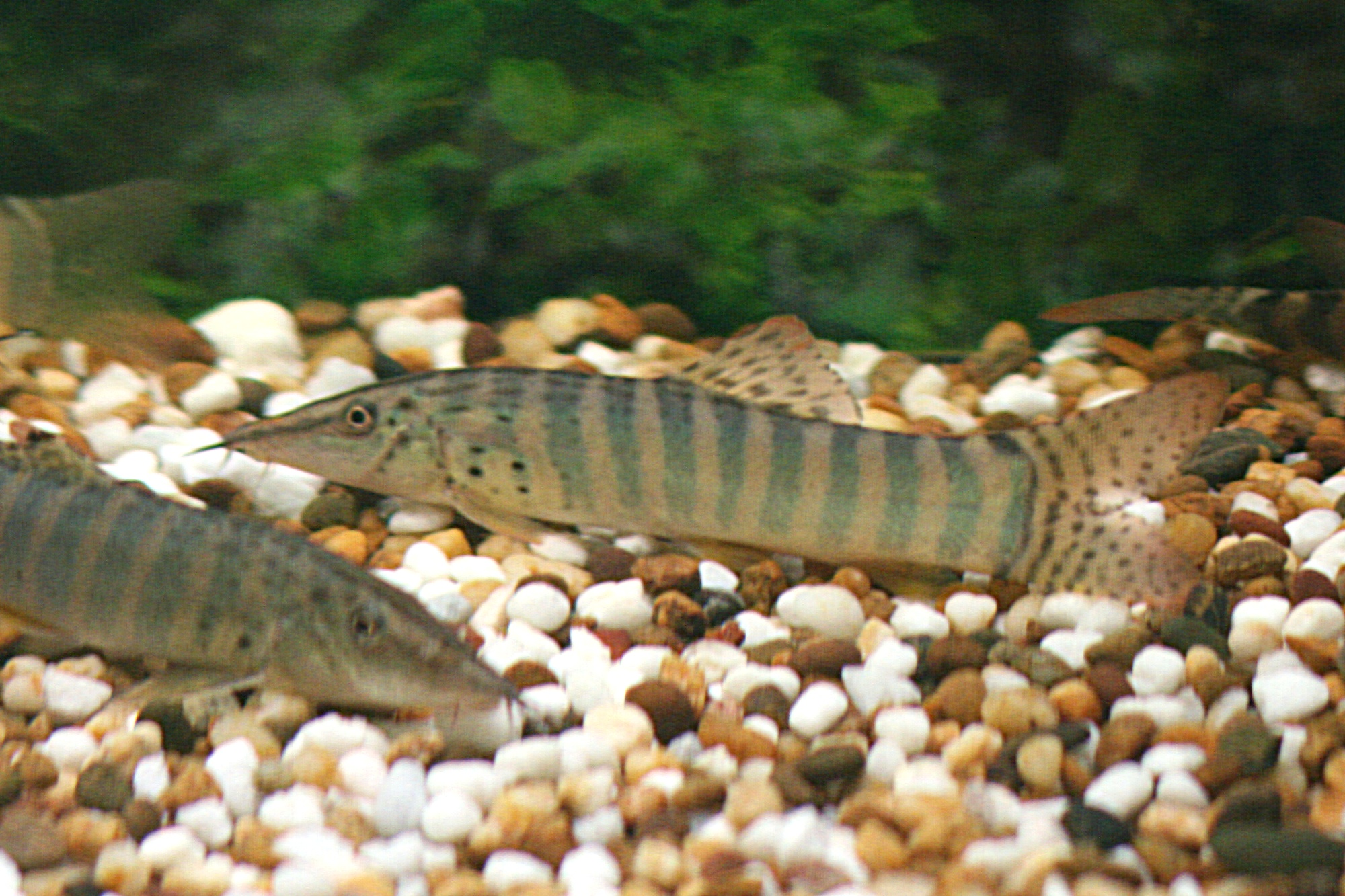
Syncrossus berdmorei
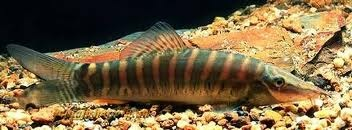
Syncrossus helodes
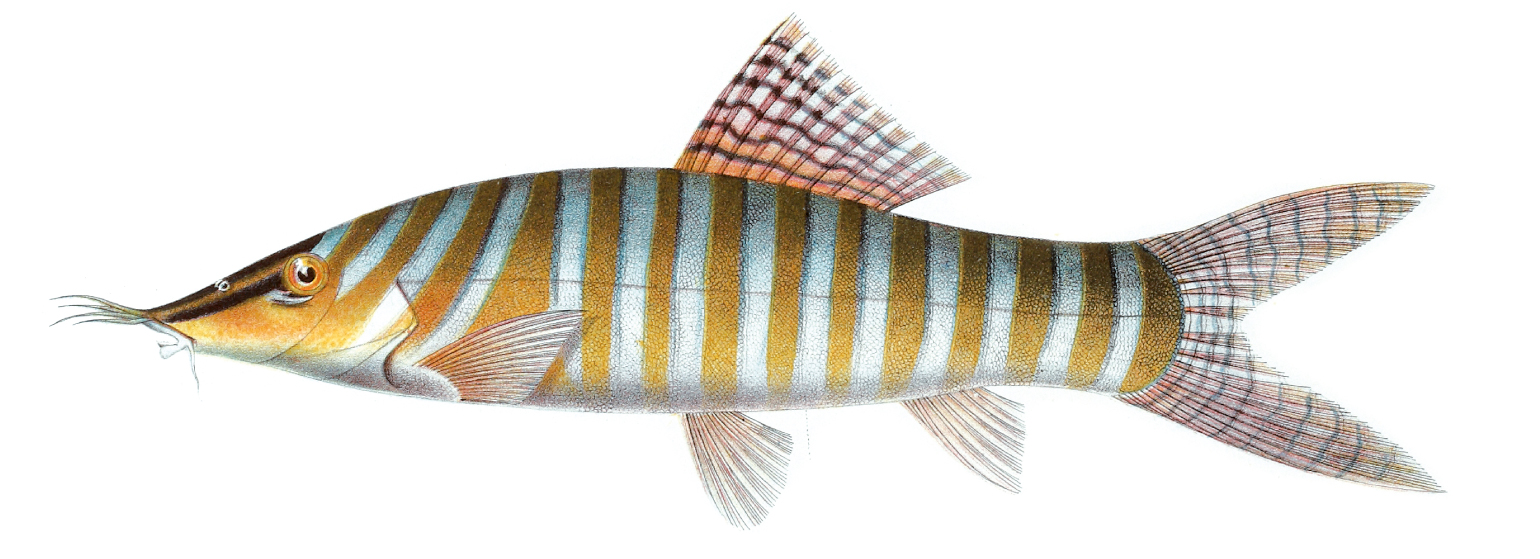
Syncrossus hymenophysa